# ركوب الدراجات في الألعاب البارالمبية الصيفية 2024
أقيمت منافسات ركوب الدراجات في الألعاب البارالمبية الصيفية 2024 في باريس، فرنسا، في كليشي سو بوا في سين سان دوني لسباق الدراجات على الطريق من 4 إلى 7 سبتمبر، كما أقيمت منافسات ركوب الدراجات على المضمار في مضمار سان كوينتين أون إيفلين من 29 أغسطس إلى 1 سبتمبر.  

## التصفيات المؤهلة
امتدت فترة التصفيات المؤهلة من 1 يناير 2022 إلى 30 يونيو 2024. ومن أجل الحفاظ على أماكنهم، يجب أن يكون لدى اللجان البارالمبية الوطنية راكب دراجة واحد على الأقل لكل مقعد تأهيلي للمشاركة في واحدة على الأقل من مسابقات ركوب الدراجات المدرجة أدناه. 
| البطولة المؤهلة                                                     | التاريخ                 | المكان        |
| ------------------------------------------------------------------- | ----------------------- | ------------- |
| كأس العالم لسباق الدراجات على الطرق لذوي الاحتياجات الخاصة 2023     | 20–24 أبريل 2023        | مانياجو       |
| كأس العالم لسباق الدراجات على الطرق لذوي الاحتياجات الخاصة 2023     | 4–7 مايو 2023           | أوستيند       |
| كأس العالم لسباق الدراجات على الطرق لذوي الاحتياجات الخاصة 2023     | 26–29 مايو 2023         | هانتسفيل      |
| بطولة العالم لسباق الدراجات على المضمار لذوي الاحتياجات الخاصة 2023 | 2–8 أغسطس 2023          | غلاسكو        |
| بطولة العالم لسباق الدراجات على الطرق لذوي الاحتياجات الخاصة 2023   | 9–13 أغسطس 2023         | غلاسكو        |
| كأس العالم لسباق الدراجات على الطرق لذوي الاحتياجات الخاصة 2024     | 13–17 يناير 2024        | أديلايد       |
| كأس العالم لسباق الدراجات على الطرق لذوي الاحتياجات الخاصة 2024     | سيتم الإعلان عنها لاحقا |               |
| كأس العالم لسباق الدراجات على الطرق لذوي الاحتياجات الخاصة 2024     | سيتم الإعلان عنها لاحقا |               |
| بطولة العالم لسباق الدراجات على المضمار لذوي الاحتياجات الخاصة 2024 | 20–24 مارس 2024         | ريو دي جانيرو |

### الدول المؤهلة
اعتبارًا من يونيو 2024.
- الأرجنتين (4)
- أستراليا (9)
- النمسا (6)
- بلجيكا (7)
- البرازيل (6)
- كندا (7)
- تشيلي (1)
- الصين (8)
- كولومبيا (5)
- جمهورية التشيك (4)
- الدنمارك (2)
- جمهورية الدومينيكان (1)
- فنلندا (1)
- فرنسا (15) (Host nation)
- ألمانيا (9)
- غانا (1)
- بريطانيا العظمى (17)
- اليونان (1)
- المجر (1)
- الهند (2)
- إندونيسيا (1)
- جزيرة أيرلندا (5)
- إسرائيل (1)
- إيطاليا (12)
- اليابان (5)
- كينيا (1)
- لاتفيا (1)
- ماليزيا (3)
- المكسيك (1)
- المغرب (1)
- هولندا (10)
- نيوزيلندا (6)
- النرويج (3)
- بنما (1)
- بيرو (1)
- بولندا (5)
- البرتغال (2)
- رومانيا (2)
- سلوفاكيا (2)
- جنوب إفريقيا (1)
- كوريا الجنوبية (2)
- إسبانيا (7)
- السويد (3)
- سويسرا (7)
- تايلاند (4)
- أوكرانيا (2)
- الإمارات العربية المتحدة (1)
- الولايات المتحدة (13)
- أوزبكستان (2)
- فنزويلا (1)

## جدول الميداليات
فيما يلي جدول الميداليات الكامل لجميع منافسات الدراجات في الألعاب البارالمبية الصيفية 2024.
  *   البلد المضيف ( فرنسا)
| المرتبة | NPC              | ذهبية | فضية | برونزية | المجموع |
| ------- | ---------------- | ----- | ---- | ------- | ------- |
| 1       | فرنسا*           | 10    | 12   | 6       | 28      |
| 2       | هولندا           | 10    | 3    | 3       | 16      |
| 3       | بريطانيا العظمى  | 9     | 8    | 5       | 22      |
| 4       | الصين            | 5     | 4    | 1       | 10      |
| 5       | أستراليا         | 4     | 4    | 3       | 11      |
| 6       | الولايات المتحدة | 4     | 1    | 3       | 8       |
| 7       | إسبانيا          | 2     | 3    | 3       | 8       |
| 8       | إيطاليا          | 1     | 2    | 5       | 8       |
| 9       | جزيرة أيرلندا    | 1     | 2    | 0       | 3       |
| 10      | ألمانيا          | 1     | 1    | 5       | 7       |
| 11      | أوكرانيا         | 1     | 1    | 1       | 3       |
| 12      | الدنمارك         | 1     | 0    | 1       | 2       |
| 13      | اليابان          | 1     | 0    | 0       | 1       |
| 13      | سلوفاكيا         | 1     | 0    | 0       | 1       |
| 15      | سويسرا           | 0     | 3    | 2       | 5       |
| 15      | بلجيكا           | 0     | 3    | 2       | 5       |
| 17      | النمسا           | 0     | 2    | 0       | 2       |
| 18      | كندا             | 0     | 1    | 3       | 4       |
| 19      | نيوزيلندا        | 0     | 1    | 1       | 2       |
| 20      | كولومبيا         | 0     | 0    | 2       | 2       |
| 20      | بولندا           | 0     | 0    | 2       | 2       |
| 22      | السويد           | 0     | 0    | 1       | 1       |
| 22      | جنوب إفريقيا     | 0     | 0    | 1       | 1       |
| 22      | البرتغال         | 0     | 0    | 1       | 1       |
| المجموع | المجموع          | 51    | 51   | 51      | 153     |

## الحائزون على الميداليات

### فعاليات الرجال
| الفعالية    | الفئة | الذهبية                                     | الذهبية  | الفضية                                           | الفضية   | البرونزية                                      | البرونزية |
| ----------- | ----- | ------------------------------------------- | -------- | ------------------------------------------------ | -------- | ---------------------------------------------- | --------- |
| سباق الطريق | B     | هولندا · ترستان بانغما · الطيار: باتريك بوس | 2:55:10  | هولندا · فينسنت تر شوري · الطيار: تيمو فرانسين   | 2:55:12  | فرنسا · ألكسندر لوفيراس · الطيار: يوان بايليو  | 2:55:18   |
| سباق الطريق | H1–2  | فلوريان جوياني · فرنسا                      | 1:20:18  | سيرجيو غاروتي مونو · إسبانيا                     | 1:20:40  | لوقا ماتشوني · إيطاليا                         | 1:27:58   |
| سباق الطريق | H3    | ماثيو بوسريدون · فرنسا                      | 1:34:36  | يوهان كوايلي · فرنسا                             | 1:35:57  | ميركو تيستا · إيطاليا                          | 1:39:38   |
| سباق الطريق | H4    | يتزي بلات · هولندا                          | 1:29:15  | توماس فريويرث · النمسا                           | 1:29:46  | رافال ويلك · بولندا                            | 1:34:50   |
| سباق الطريق | H5    | ميتس فالايز · هولندا                        | 1:33:12  | لويس فيرغنود · فرنسا                             | 1:34:27  | بافلو بال · أوكرانيا                           | 1:37:03   |
| سباق الطريق | C1–3  | فينلاي غراهام · بريطانيا العظمى             | 1:43:19  | توماس بييروتون-دارتيه · فرنسا                    | 1:43:19  | ألكسندر ليوتيه · فرنسا                         | 1:43:43   |
| سباق الطريق | C4–5  | ييهور ديمينتيف · أوكرانيا                   | 2:18:59  | كيفين لو كونف · فرنسا                            | 2:18:59  | مارتن فان دي بول · هولندا                      | 2:18:59   |
| سباق الطريق | T1–2  | تشين جيانكسين · الصين                       | 1:15:08  | دينيس كونورز · الولايات المتحدة                  | 1:17:09  | خوان خوسيه بيتانكورت كويروجا · كولومبيا        | 1:17:09   |
| سباق الزمن  | B     | هولندا · ترستان بانغما · الطيار: باتريك بوس | 58.964   | فرنسا · إيلي دو كارفالو · الطيار: ميكائيل غيشارد | 59.312   | هولندا · فينسنت تر شوري · الطيار: تيمو فرانسين | 59.862    |
| سباق الزمن  | H1    | فابريزيو كورنيغلياني · إيطاليا              | 34:50.45 | ماكسيم هورديس · بلجيكا                           | 35:11.13 | نيكولاس بيتر دو بريز · جنوب إفريقيا            | 36:07.05  |
| سباق الزمن  | H2    | سيرجيو غاروتي مونو · إسبانيا                | 24:33.71 | لوقا ماتشوني · إيطاليا                           | 25:18.83 | فلوريان جوياني · فرنسا                         | 25:19.29  |
| سباق الزمن  | H3    | ماثيو بوسريدون · فرنسا                      | 43:33.22 | يوهان كوايلي · فرنسا                             | 45:33.41 | مارتينو بيني · إيطاليا                         | 46:13.69  |
| سباق الزمن  | H4    | Jetze Plat · هولندا                         | 41:28.51 | توماس فريويرث · النمسا                           | 41:31.22 | جوناس فان دي ستين · بلجيكا                     | 41:31.22  |
| سباق الزمن  | H5    | ميتس فالايز · هولندا                        | 41:01.59 | لويس فيرغنود · فرنسا                             | 43:20.40 | لويز كوستا · البرتغال                          | 44:26.32  |
| سباق الزمن  | C1    | ريكاردو تن أرجيلس · إسبانيا                 | 20:39.53 | مايكل تيبر · ألمانيا                             | 21:18.14 | زبينييف ماكياجيفسكي · بولندا                   | 21:18.94  |
| سباق الزمن  | C2    | ألكسندر ليوتيه · فرنسا                      | 19:24.45 | إيوود فومانت · بلجيكا                            | 19:26.61 | دارين هيكس · أستراليا                          | 19:40.08  |
| سباق الزمن  | C3    | توماس بييروتون-دارتيه · فرنسا               | 38:28.80 | إدواردو سانتاس أسينسيو · إسبانيا                 | 39:12.71 | ماثياس شيندلر · ألمانيا                        | 39:21.35  |
| سباق الزمن  | C4    | كيفين لو كونف · فرنسا                       | 36:46.49 | غاتين لو روسو · فرنسا                            | 37:18.38 | داميان راموس سانشيز · إسبانيا                  | 38:05.94  |
| سباق الزمن  | C5    | دانييل أبراهام غيبرو · هولندا               | 35:51.79 | أليستير دونوهو · أستراليا                        | 36:18.66 | دوريان فولون · فرنسا                           | 36:49.84  |
| سباق الزمن  | T1–2  | تشين جيانكسين · الصين                       | 21:35.78 | ناثان كليمنت · كندا                              | 22:53.36 | تيم سيلين · بلجيكا                             | 23:27.64  |

### فعاليات السيدات
| الفعالية    | الفئة | الذهبية                                                 | الذهبية  | الفضية                                                  | الفضية   | البرونزية                                       | البرونزية |
| ----------- | ----- | ------------------------------------------------------- | -------- | ------------------------------------------------------- | -------- | ----------------------------------------------- | --------- |
| سباق الطريق | B     | بريطانيا العظمى · سوفي أونوين · الطيار: جيني هول        | 2:37:26  | جزيرة أيرلندا · كايتي-جورج دانليفي · الطيار: ليندا كيلي | 2:37:29  | بريطانيا العظمى · لورا فاشي · الطيار: كورين هول | 2:39:01   |
| سباق الطريق | H1–4  | لورين باركر · أستراليا                                  | 52:04    | جينيت جانسن · هولندا                                    | 56:15    | أنيكا زين · ألمانيا                             | 56:15     |
| سباق الطريق | H5    | أوكسانا ماسترز · الولايات المتحدة                       | 1:52:14  | سون بيانبيان · الصين                                    | 1:52:25  | آنا ماريا فيتيلارو · إيطاليا                    | 1:52:27   |
| سباق الطريق | C1–3  | كيكو سوجيورا · اليابان                                  | 1:38:48  | فلورينا ريجلينغ · سويسرا                                | 1:38:48  | كلارا براون · الولايات المتحدة                  | 1:38:48   |
| سباق الطريق | C4–5  | سارة ستوري · بريطانيا العظمى                            | 1:54:24  | هييدي غوغين · فرنسا                                     | 1:54:24  | باولا أوسا · كولومبيا                           | 1:54:44   |
| سباق الطريق | T1–2  | إيما لوند · الدنمارك                                    | 1:00:16  | سيلين فان تيل · سويسرا                                  | 1:00:16  | ماريك فان سوت · هولندا                          | 1:00:16   |
| سباق الزمن  | B     | جزيرة أيرلندا · كايتي-جورج دانليفي · الطيار: ليندا كيلي | 38:16.58 | بريطانيا العظمى · سوفي أونوين · الطيار: جيني هول        | 39:40.18 | بريطانيا العظمى · لورا فاشي · الطيار: كورين هول | 40:41.30  |
| سباق الزمن  | H1–3  | كاترينا بريم · الولايات المتحدة                         | 24:14.59 | لورين باركر · أستراليا                                  | 24:24.09 | أنيكا زين (أنيكا زين-غيلز) · ألمانيا            | 25:30.84  |
| سباق الزمن  | H4–5  | أوكسانا ماسترز · الولايات المتحدة                       | 23:45.20 | شانتال هاينن · هولندا                                   | 23:51.44 | سون بيانبيان · الصين                            | 25:13.07  |
| سباق الزمن  | C1–3  | مايكي هاوسبرغر · ألمانيا                                | 21:30.45 | فرانسيس براون · بريطانيا العظمى                         | 21:46.18 | آنا بيك · السويد                                | 21:54.71  |
| سباق الزمن  | C4    | سامنثا بوسكو · الولايات المتحدة                         | 21:39.24 | ميغ ليمون · أستراليا                                    | 21:44.16 | فرانزيسكا ماتيل-دوريغ · سويسرا                  | 21:44.33  |
| سباق الزمن  | C5    | سارة ستوري · بريطانيا العظمى                            | 20:22.15 | هييدي غوغين · فرنسا                                     | 20:26.84 | ألانا فورستر · أستراليا                         | 21:00.48  |
| سباق الزمن  | T1–2  | ماريك فان سوت · هولندا                                  | 25:47.78 | سيلين فان تيل · سويسرا                                  | 27:58.13 | إيما لوند · الدنمارك                            | 28:52.13  |

#### فعاليات مختلطة
| الفعالية     | الفئة | الذهبية                                                | الذهبية | الفضية                                                   | الفضية | البرونزية                                                    | البرونزية |
| ------------ | ----- | ------------------------------------------------------ | ------- | -------------------------------------------------------- | ------ | ------------------------------------------------------------ | --------- |
| سباق التتابع | H1–5  | فرنسا · ماثيو بوسريدون · فلوريان جوياني · جوزيف فريتسش | 24:12   | إيطاليا · فيديريكو ميستروني · لوقا ماتشوني · ميركو تيستا | 25:16  | الولايات المتحدة · ترافيس غارتنر · كاترينا بريم · مات تينغلي | 25:50     |

### سباق المضمار

#### فعاليات الرجال
| Event         | الفئة                                      | الذهبية                                          | الذهبية                                         | الفضية                                            | الفضية                                          | البرونزية                                         | البرونزية |
| ------------- | ------------------------------------------ | ------------------------------------------------ | ----------------------------------------------- | ------------------------------------------------- | ----------------------------------------------- | ------------------------------------------------- | --------- |
| سباق الزمن    | B                                          | بريطانيا العظمى · جيمس بول · الطيار: ستيفان لويد | 58.964                                          | بريطانيا العظمى · نيال فاشي · الطيار: مات روثرهام | 59.312                                          | ألمانيا · توماس أولبريخت · الطيار: روبرت فورستمان | 59.862    |
| سباق الزمن    | C1–3                                       | لي زانغيو · الصين                                | 1:03.480                                        | ليانغ ويكونغ · الصين                              | 1:04.103                                        | ألكسندر ليوتيه · فرنسا                            | 1:04.207  |
| سباق الزمن    | C4–5                                       | كوري بودينغتون · أستراليا                        | 1:01.650                                        | بلاين هانت · بريطانيا العظمى                      | 1:01.776                                        | ألفونسو كابيلو · إسبانيا                          | 1:01.969  |
| سباق المطاردة |                                            |                                                  |                                                 |                                                   |                                                 |                                                   |           |
| B             | هولندا · ترستان بانغما · Pilot: باتريك بوس | 3:55.439                                         | بريطانيا العظمى · ستيفن بات · Pilot: كريس لاثام | 3:57.652                                          | إيطاليا · لورنزو برنارد · Pilot: دافيد بليبياني | 4:04.613                                          |           |
| C1            | لي زانغيو · الصين                          | —                                                | ليانغ ويكونغ · الصين                            | — OVL                                             | ريكاردو تن أرجيلس · إسبانيا                     | 3:45.152                                          |           |
| C2            | ألكسندر ليوتيه · فرنسا                     | 3:26.015                                         | إيوود فومانت · بلجيكا                           | 3:28.062                                          | ماثيو روبرتسون · بريطانيا العظمى                | 3:30.497                                          |           |
| C3            | جاكو فان غاس · بريطانيا العظمى             | 3:18.460                                         | فينلاي غراهام · بريطانيا العظمى                 | 3:22.540                                          | ألكسندر هايوارد · كندا                          | 3:24.865                                          |           |
| C4            | يوزيف ميتيلكا · سلوفاكيا                   | 4:27.920                                         | أرتشي أتكينسون · بريطانيا العظمى                | — OVL                                             | غاتين لو روسو · فرنسا                           | 4:24.096                                          |           |
|               | C5                                         | دوريان فولون · فرنسا                             | 4:16.158                                        | ييهور ديمينتيف · أوكرانيا                         | 4:17.770                                        | إلووان غاردون · الولايات المتحدة                  | 4:18.880  |

#### فعاليات النساء
| Event         | الفئة                                           | الذهبية                                                 | الذهبية                                                  | الفضية                                           | الفضية                                         | البرونزية                                       | البرونزية |
| ------------- | ----------------------------------------------- | ------------------------------------------------------- | -------------------------------------------------------- | ------------------------------------------------ | ---------------------------------------------- | ----------------------------------------------- | --------- |
| سباق الزمن    | B                                               | جزيرة أيرلندا · كايتي-جورج دانليفي · الطيار: ليندا كيلي | 38:16.58                                                 | بريطانيا العظمى · سوفي أونوين · الطيار: جيني هول | 39:40.18                                       | بريطانيا العظمى · لورا فاشي · الطيار: كورين هول | 40:41.30  |
| سباق الزمن    | C1–3                                            | أماندا ريد · أستراليا                                   | 36.676                                                   | تشين وانغوي · الصين                              | 37.616                                         | مايكي هاوسبرغر · ألمانيا                        | 38.358    |
| سباق الزمن    | C4–5                                            | كارولين غروت · هولندا                                   | 35.566                                                   | ماري باتويليت · فرنسا                            | 36.700                                         | كيت أوبراين · كندا                              | 36.873    |
| سباق المطاردة |                                                 |                                                         |                                                          |                                                  |                                                |                                                 |           |
| B             | بريطانيا العظمى · سوفي أونوين · Pilot: جيني هول | 3:19.149                                                | جزيرة أيرلندا · كايتي-جورج دانليفي · Pilot: إيف مكريستال | 3:21.315                                         | بريطانيا العظمى · لورا فاشي · Pilot: كورين هول | 3:20.488                                        |           |
| C1–3          | وانغ شياومي · الصين                             | 3:41.692                                                | دافني شراغر · بريطانيا العظمى                            | 3:51.129                                         | فلورينا ريجلينغ · سويسرا                       | 3:48.512                                        |           |
| C4            | إميلي بيتركولا · أستراليا                       | —                                                       | آنا تايلور · نيوزيلندا                                   | — OVL                                            | كيلي شاو · كندا                                | 3:46.942                                        |           |
|               | C5                                              | ماري باتويليت · فرنسا                                   | 3:35.691                                                 | هييدي غوغين · فرنسا                              | 3:37.723                                       | نيكول موري · نيوزيلندا                          | 3:36.206  |

#### فعالية مختلطة
| الفعالية     | الفئة | الذهبية                                                   | الذهبية | الفضية                                                                | الفضية | البرونزية                                                | البرونزية |
| ------------ | ----- | --------------------------------------------------------- | ------- | --------------------------------------------------------------------- | ------ | -------------------------------------------------------- | --------- |
| سباق التتابع | C1–5  | بريطانيا العظمى · كادينا كوكس · جاكو فان غاس · جودي كاندي | 47.738  | إسبانيا · ريكاردو تن أرجيلس · بابلو هاراميلو غالاردو · ألفونسو كابيلو | 49.564 | أستراليا · غوردون ألان · أليستير دونوهو · كوري بودينغتون | 49.036    |

## وصلات خارجية
- كتاب النتائج – سباق الدراجات على الطريق
- كتاب النتائج – مضمار الدراجات